# Teleférico de Zacatecas
El Teleférico de Zacatecas es un teleférico ubicado en el centro histórico de Ciudad de Zacatecas, Zacatecas, este comunica el Cerro de la Bufa con el Cerro del Grillo. Fue inaugurado en 1979 y transporta alrededor de 300 mil personas al año en un recorrido de 650 metros a una altura aproximada a 85 metros. Cabe mencionar que desde 2016 estuvo en etapa de remodelación y adecuación de terminales en el Cerro del Grillo y Cerro de la Bufa, así como ampliación de canastillas por la empresa francesa POMA y reactiva su servicio el 5 de mayo de 2018.